# 温斯特鲁特-海尼希
温斯特鲁特-海尼希（德語：Unstrut-Hainich，發音：[ˈʊnʃtʁuːt ˈhaɪnɪç, -ˈʊns]，得名于温斯特鲁特河和海尼希山）是德国图林根州温斯特鲁特-海尼希县的市镇，面积117.09平方千米，2023年12月31日人口为5,166人。该市镇于2019年1月1日由温斯特鲁特-海尼希管理共同体的成员市镇旧戈滕、弗拉希海姆、大戈滕、黑罗尔迪斯豪森、米尔弗施泰特和韦伯施泰特合并而成，同时温斯特鲁特-海尼希管理共同体解散，暂未合并的成员市镇申施泰特由温斯特鲁特-海尼希代管。2024年1月1日，申施泰特并入温斯特鲁特-海尼希。